# Belfast (film)
Pour les articles homonymes, voir Belfast (homonymie).
Pour plus de détails, voir Fiche technique et Distribution.
Belfast est un film autobiographique britannique écrit et réalisé par Kenneth Branagh, sorti en 2021.
Tout comme Roma d'Alfonso Cuarón (2018), Kenneth Branagh s'est librement inspiré de sa propre enfance pour écrire le film. L'histoire de Buddy un petit garçon et de sa famille dans le Belfast de la fin des années 1960.

## Synopsis
Buddy, 9 ans, vit au sein d'une famille de protestants d'Ulster durant « les Troubles » des années 1960. Alors qu'il mène une vie d'enfant, s'essayant à l'amour et la bagarre tel les grands, Buddy va soudainement être pris de court par les réalités de la vie et des évènements. Une transition vers une nouvelle vie, que Buddy va devoir affronter, même si c'est difficile.

## Fiche technique
Sauf indication contraire, les informations mentionnées dans cette section peuvent être confirmées par la base de données cinématographiques IMDb,  présente dans la section « Liens externes ».
- Titre original et français : Belfast
- Réalisation et scénario : Kenneth Branagh
- Musique : Van Morrison
- Décors : Claire Nia Richards
- Costumes : Charlotte Walter
- Photographie : Haris Zambarloukos (en)
- Son : James Mather (supervision), Denise Yarde
- Montage : Úna Ní Dhonghaíle (en)
- Production : Laura Berwick, Kenneth Branagh, Becca Kovacik
- Sociétés de production : Northern Ireland Screen et TKBC
- Société de distribution : Universal Pictures International (Royaume-Uni et France)
- Pays de production :  Royaume-Uni
- Langue originale : anglais
- Format : couleur — 1,85:1
- Genre : drame
- Durée : 97 minutes
- Dates de sortie :
  - Canada : 12 septembre 2021 (Festival de Toronto)[2]
  - Royaume-Uni : 21 janvier 2022
  - France : 2 mars 2022

## Distribution
- Jude Hill (VFB : Jean Duprez ; VQ : Noé Rouillard) : Buddy
- Jamie Dornan (VF : Valentin Merlet ; VQ : Éric Bruneau) : Pa, le père de Buddy
- Caitriona Balfe (VFB : Claire Tefnin ; VQ : Véronique Marchand) : Ma, la mère de Buddy
- Ciarán Hinds (VF : Féodor Atkine ; VQ : Marc Bellier) : Pop, le grand-père de Buddy
- Judi Dench (VFB : Myriam Thyrion ; VQ : Élizabeth Chouvalidzé) : Granny, la grand-mère de Buddy
- Lara McDonnell (en) (VFB : Aaricia Dubois ; VQ : Fanny-Maude Roy) : Moira
- Gerard Horan (VFB : Benoît Van Dorslaer) : Mackie
- Lewis McAckie (VFB : Arthur Dubois) : Will, le grand frère de Buddy
- Colin Morgan (VFB : Sébastien Hébrant) : Billy Clanton, un extrémiste protestant
- Olive Tennant : Catherine, une élève dont Buddy est éperdument amoureux
- Josie Walker : tante Violet
- Turlough Convery : le pasteur
- Conor MacNeill : McLaury

## Production
En mars 2020, Kenneth Branagh annonce que le film est en cours d'écriture. En septembre 2020, le tournage du film est lancé et se déroule aux alentours de Londres puis à Belfast, les prises de vues s'achèvent fin octobre. La quasi-totalité du film est tournée en noir et blanc.
C'est la première fois que Patrick Doyle ne compose pas la musique d'un film réalisé par Kenneth Branagh. C'est ici Van Morrison qui met en musique le film.

## Sortie et accueil

### Accueil critique
En France, le site Allociné recense une moyenne des critiques de presse de 3,3/5. Les sites Rotten Tomatoes et Metacritic donnent respectivement une note de 87% et 75,.
La critique est globalement conquise par le film, bien que certains journaux se montrent plus négatifs. Le film est souvent perçu comme « intimiste », « émouvant ». Le Journal du dimanche parle d'un « Billy Elliot version irlandaise ». Ouest-France relève des « maladresses ». La Croix regrette les « premières réalisations » de Kenneth Branagh, tandis que L'Obs parle d'un « somptueux noir et blanc », mais « qui pâtit d'incessants effets de manche ». Pour Les Inrockuptibles, le film est formaté façon « cinéma d'auteur de luxe ».

### Box-office
Le jour de sa sortie dans les salles françaises, le film se positionne en seconde place du classement des nouveautés avec 11 967 entrées, dont 1 423 en avant-première, pour 209 copies. Le film partage le podium avec The Batman (257 546) et le drame français Rien à foutre (10 282). Pour sa première semaine d'exploitation, Belfast engrange 80 551 entrées au box-office français. Il suit dans le classement le film d'animation Vaillante (83 214) et précède le drame français Un autre monde (79 184). La semaine suivante, Belfast chute à la dernière place du classement des 10 films les mieux placés au box-office français avec 52 677 entrées supplémentaires pour 133 228 entrées cumulées. Il est précédé dans le classement par le drame français Un autre monde (57 038).

## Distinctions

### Récompenses
- Festival international du film de Toronto 2021 : Prix du Public[9]
- Heartland Film Festival 2021 : Truly Moving Picture Award [réf. souhaitée]
- Middleburg Film Festival 2021 : Prix du Public (Audience Award) [réf. souhaitée]
- San Diego International Film Festival 2021 : Prix du Public (Audience Award Gala)[réf. souhaitée]
- National Board Rewieu Award 2021 : Meilleur acteur dans un second rôle - Ciaran Hinds[10]
- Critic's Choice Award du meilleur espoir masculin en 2022 pour Jude Hill
- Golden Globes 2022 : Golden Globe du meilleur scénario pour Kenneth Branagh[11]
- BAFA 2022 : BAFA du meilleur film britannique[12]
- Oscars 2022 : Meilleur scénario original

### Nominations
- Golden Globes 2022[13] :
  - Golden Globe du meilleur acteur dans un second rôle pour Ciarán Hinds
  - Golden Globe du meilleur acteur dans un second rôle pour Jamie Dornan
  - Golden Globe de la meilleure actrice dans un second rôle pour Caitriona Balfe
  - Golden Globe de la meilleure réalisation pour Kenneth Branagh
  - Golden Globe du meilleur film dramatique
  - Golden Globe de la meilleure chanson originale : Down to Joy (Van Morrison)
- Hollywood Critics Association 2022[14] : 
  - Meilleur Film
  - Meilleure Distribution
  - Meilleur Acteur dans un second rôle - Jamie Dornan
  - Meilleur Acteur dans un second rôle - Ciarán Hinds
  - Meilleure Actrice dans un second rôle - Caitriona Balfe
  - Meilleur Scénario original - Kenneth Branagh
  - Meilleur Réalisation - Kenneth Branagh
  - Meilleur Montage - Úna Ní Dhonghaíle
  - Meilleure Chanson originale - "Down to Joy"  par Van Morrison
  - Meilleur Nouvel Acteur - Jude Hill
- Oscars 2022[15] :
  - Meilleur film
  - Meilleure réalisation
  - Meilleur acteur dans un second rôle pour Ciarán Hinds
  - Meilleure actrice dans un second rôle pour Judi Dench
  - Meilleur son
  - Meilleure chanson originale : Down to Joy (Van Morrison)